# Церковь Пресвятой Троицы (Лиманское)
Церковь Пресвятой Троицы (укр. Собор Пресвятої Трійці) — католический храм в посёлке городского типа Лиманское, в Раздельнянском районе Одесской области Украины. С 1892 по 1919 год был приходским храмом немцев-католиков в поселении Кандель. В настоящее время находится в руинированном состоянии.

## История

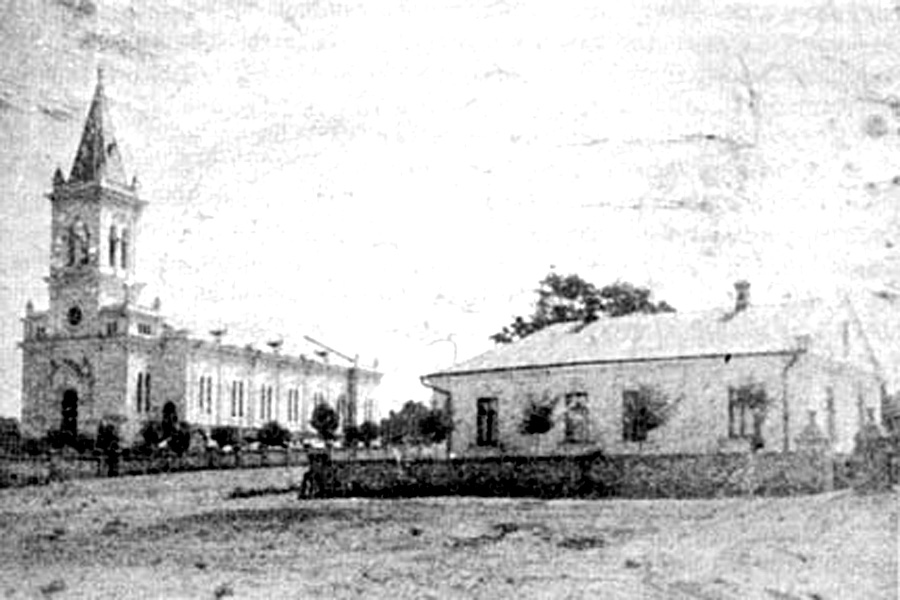
Фотография 1934 года

В 1808 году вышел приказ российского императора Александра I «О предоставления имущественного вспомоществования и земельных наделов иностранным хлебопашцам в Новороссии», который инициировал вторую волну заселения немецкими колонистами территорий Северного Причерноморье, Бессарабии и Крыма. Свои поселения колонисты называли по названиям мест, которые они покинули. На территории современной Одесской области возникло два колонистских округа: Либентальський и Кучурганский. Все колонии строились по образцу традиционных немецких сёл: в центре — лютеранская или католическая церковь, волостное правление и школа.
Кучурганский колонистский округ был образован в 1808 году из шести колоний с административным центром в поселке Зельц (нем. Selz), ныне посёлок городского типа Лиманское. В округ входило шесть колоний с немецким населением католического вероисповедания. Административный центр, а также немецкая колония Кандель (нем. Kandel), были основаны в тот же год колонистами из Эльзаса, большинство которых были римо-католиками. В те времена в Кандель (в советское время он был переименован в Рыбачье) проживало почти 3000 поселенцев, действовало две школы.
В 1892 году в Кандель был построен католический храм во имя Пресвятой Троицы. В отличие от церкви Успения Пресвятой Богородицы в соседнем Зельце, которая была построена из кирпича, церковь Пресвятой Троицы возвели из известняка, самого распространенного строительного материала в Северном Причерноморье.
Летом и осенью 1919 года местные немцы-колонисты организовали восстание против продразверстки и мобилизации в Красную Армию. После появления на юге Украины Добровольческой армии под командованием Деникина, немцы образовали особый колонистский батальон, который значительно ослабил силы большевиков. После победы большевиков, храм был закрыт, вместе с церковью Успения Пресвятой Богородицы в соседнем Зельце. В советское время здание использовалось как зернохранилище. Позднее сильный пожар практически полностью уничтожил строение: крыша провалилась, остались только стены и колонны. Сейчас помещение храма используется местным интернатом под склад для угля.